# Chehalis (Volk)

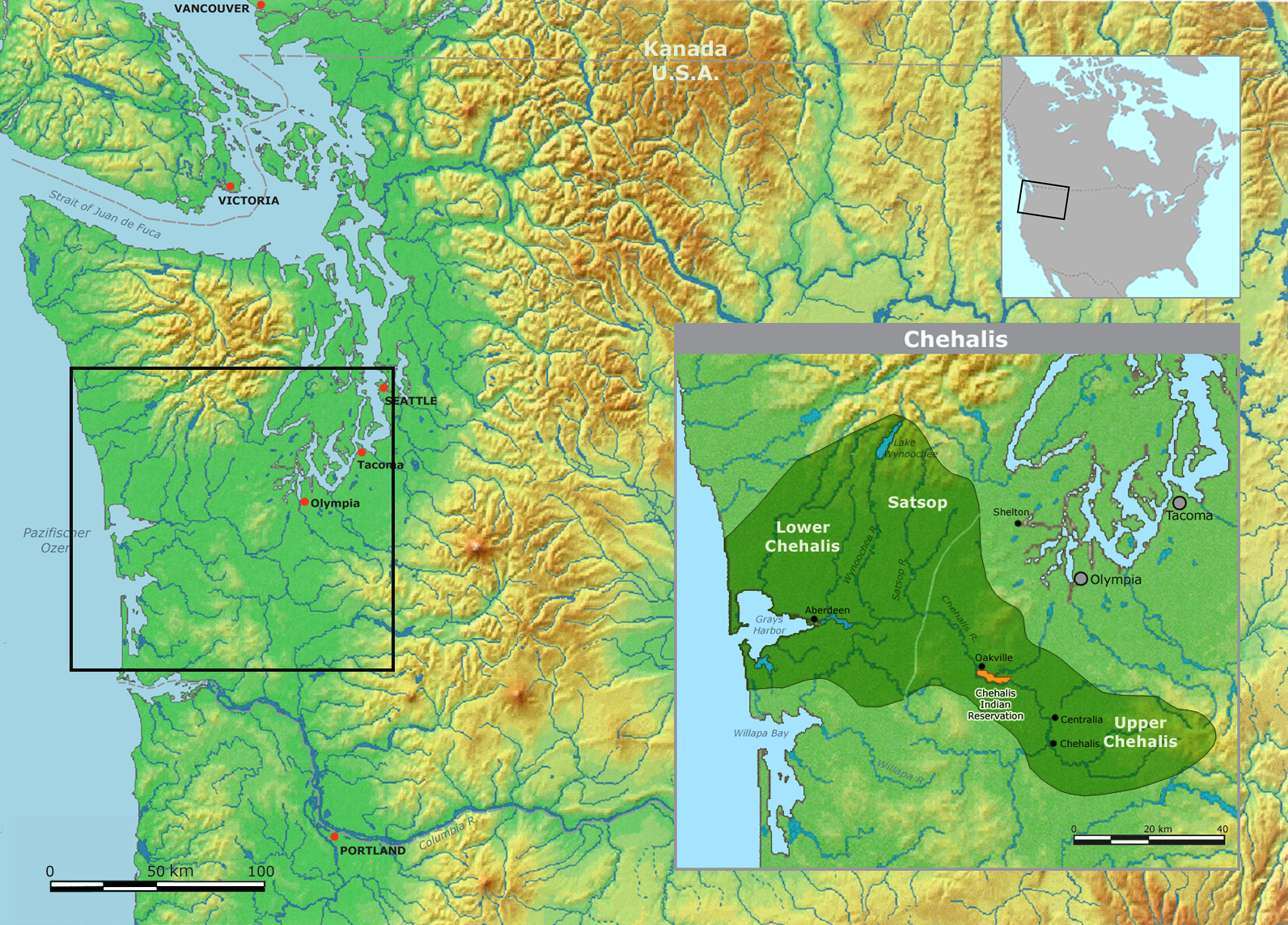
Traditionelles Territorium der Chehalis und heutige Reservation im Nordwesten der USA

Die Chehalis (gespr. schàheiliss) zählen zum einen zu den als Native Americans bezeichneten Indianern in den USA. Sie leben im Nordwesten des Bundesstaats Washington, am Südufer des Chehalis und um Grays Harbor. Während die Humptulips, Wynoochee und Quinault den Upper Chehalis nahestehen, stehen die Satsop den Lower Chehalis nahe. Zum anderen existiert in der kanadischen Provinz British Columbia, genauer am Harrison Lake im Einzugsbereich des Fraser River die Chehalis First Nation, die sich selbst Sts'a'i:les First Nation nennt. Sie bilden eine Dialektgruppe der südwestlichen Küsten-Salish. Zugleich war Chehalis lange Zeit eine Sammelbezeichnung für umwohnende und verwandte Gruppen.
Zu den nahe mit den Chehalis verwandten Gruppen gehörten die Stämme der Hoquiam, der Hooshkal, der Humptulip und der Klimmin, dann die Nooskhom, die Satsop, schließlich die Whiskah und die Wynoochee. Die Satsop waren möglicherweise eine Abteilung der Chehalis.
Die Upper Chehalis oder Kwaiailk lebten überwiegend oberhalb des Satsop River und sprachen einen anderen Dialekt, die Lower Chehalis lebten auf der anderen Seite.
Der Name leitet sich von tshels ab, was Sand bedeutet, zugleich trug ein Ort an Hanson’s Point, am Eingang zu Grays Harbor diesen Namen (nahe Westport).

## Geschichte
- siehe auch Geschichte der Küsten-Salish und Kwaiailk
Lange lebten die Chehalis am Unterlauf des gleichnamigen Flusses, überwiegend am Südufer und an der Südseite der Grays Bay. Dorthin waren sie durch den Druck der Chinook gekommen, die den Columbia abwärts zogen. Später zogen die Chehalis Richtung Willapa Bay, das wiederum den Chinook gehört hatte. Diese waren in den 1830er Jahren einer Pockenepidemie zum Opfer gefallen.
Während die Lower Chehalis überwiegend von den Ressourcen des Meeres lebten, waren die Upper Chehalis eher auf den Fluss angewiesen. Ein Großdorf namens Aqaygt lässt sich am Grand Mound nachweisen. Rund 2 km oberhalb der Mündung des Skookumchuck befand sich das Dorf Tewtn. Am Zusammenfluss von Black River und Chehalis (bei Oakville), befand sich Sacelt, dessen Name auf einen künstlichen See hindeutet. Weiter flussabwärts befanden sich weitere Dörfer an der Mündung des Cedar Creek und unterhalb von Porter. Nahe Malone befand sich Nsxakwm, wo wilde Möhren wuchsen.
Größte politische Einheit war das Dorf. Die Lower Chehalis betätigten sich als Zwischenhändler, indem sie Muscheln, Fische und Robbenfett zu den weiter ostwärts liegenden Dörfern brachten.

### Epidemien, Amerikaner
James Mooney (1928) schätzte die Chehalis-Bevölkerung im Jahre 1780 auf 1.000 Angehörige für die Lower und Upper Chehalis, die Cowlitz, die Humptulips und verwandte Stämme. Epidemien, schlechte Lebensbedingungen und Abwanderung reduzierten ihre Zahl bis 1907 auf etwa 170 registrierte Indianer, eine Zahl, die 1912 bei 282 lag, ohne die Cowlitz zu berücksichtigen. 1923 zählte das Indian Office 89 Chehalis, 1937 wiederum 131. Diese Zahlen sind offenbar mit Vorsicht zu genießen.
1792 begegneten die Chehalis dem Amerikaner Robert Gray, der mit seinem Schiff in ihre Bucht segelte, die nach ihm benannt wurde.
Als Lewis und Clark vom November 1805 bis März 1806 in Fort Clatsop überwinterten, registrierten sie die umgebenden Stämme. So notierte William Lewis am 21. November 1805: „the Chiltz Nation who reside on the Sea Coast near Point Lewis“. Zu dieser Zeit muss ihre Zahl jedoch durch eine der schwersten Pockenepidemien und Masern bereits stark zurückgegangen sein. Sowohl mit den Expeditionsmitgliedern, als auch mit den Männern, die John Jacob Astor bzw. seine Pacific Fur Company nach Fort Astoria geschickt hatte, nahmen die Lower Chehalis Handelskontakte auf.
Auch mit der britischen North West Company und der Hudson’s Bay Company (HBC) nahmen sie Kontakte auf, doch kursierte 1824 ein Gerücht, die Briten wollten die Chehalis angreifen. John Work, ein Angestellter der HBC konnte die sonst freundlichen Lower Chehalis von seinen friedlichen Absichten überzeugen, und verteilte Tabak an sie.
1858 schätzte der Völkerkundler George Gibbs die Zahl der Lower Chehalis in Grays Harbor und am unteren Chehalis nur noch auf hundert.

### Reservat ohne Vertrag
1855 begannen Verhandlungen zwischen Gouverneur Isaac Ingalls Stevens und den Upper und Lower Chehalis, den Lower Chinook, Cowlitz und Quinault. Jedoch kam man zu keinem Ergebnis, was zur Folge hatte, dass der Südwesten des Staates Washington bis heute ohne Vertrag blieb. Dennoch trat die Regierung gegenüber der Chehalis Confederation of Tribes so auf, als existierte ein Vertrag.
Während des Puget-Sound-Kriegs ab 1855 lebten mehrere hundert Lower Chehalis auf Sidney Ford Seniors Land am Zusammenfluss von Chehalis und Skookumchuck. Wie viele Indianergruppen, so versuchten sich die Chehalis als Zwischenhändler, was 1858 dazu führte, dass sich ein Indianeragent über ihren Handel mit Spirituosen von der Shoalwater Bay ins Quinault-Gebiet beschwerte.
Erst ab dem 8. Juli 1864 entstand ein 4.224,63 Acre großes Reservat für die Chehalis um Oakville im Chehalis County, dem späteren Grays Harbor County. Zwei Jahre später lebten 230 Chehalis in dem Gebiet. Doch bei weitem nicht alle Chehalis zogen ins Reservat. 1855 lebten hier insgesamt rund 5.000 Indianer, 1875 waren es nur noch 1.200. Ursache dieses Zusammenbruchs waren Epidemien wie Pocken, Masern, Grippe. 1906 gab es nur noch 149 dieser Indianer.
Präsident Abraham Lincoln unterzeichnete 1862 den Homestead Act, der Land zu „Heimstätten“ erklärte und damit ab 1866 das Land der Chehalis zur Privatisierung freigab. Weiße Siedler und Mitglieder der Stämme konnten sich um das Land bewerben und die Mittel der Weißen waren so umfangreich, dass der überwiegende Teil des Landes an sie ging.
Dem genannten Heimstättenprogramm von 1866 fielen 3.753,63 Acre zum Opfer. Dazu kamen 471 Acre für Schulen. 36 Indianer erhielten Heimstätten. 1868 lebten rund 40 Familien innerhalb des Reservats, weitere in der näheren Umgebung. Als 1873 der zuständige Commissioner um Vergrößerung des Reservats ersuchte, teilte man ihm mit, dass das Land bereits an die Northern Pacific Railroad vergeben sei. Zu dieser Zeit weigerten sich die Humptulip immer noch, ihr Land zu verlassen und in das Reservat zu ziehen. 1879 weigerten sich auch die 164 Lower Chehalis, die an den Bächen um den Gray Harbor und an der Pazifikküste lebten, dorthin zu gehen. Viele von ihnen zogen ins Reservat der Quinault, einige lebten im Shoalwater-Reservat. Einige Kwaialk weigerten sich sogar ins Reservat zu gehen, obwohl es auf ihrem traditionellen Gebiet lag; stattdessen zogen sie zu den Cowlitz und Nisqually.
1909 wurden weitere Teile des Reservats zu öffentlichen Zwecken eingezogen. Die Chehalis zählten 1906 noch 149, 1984 allerdings wieder 382 Mitglieder.
1906 reichte der Stamm mehrere Petitionen an die Bundesregierung ein, um Entschädigung für das verlorene Land zu erhalten. Mit der Behauptung, die Chehalis hätten den Vertrag von Tansey Point von 1851 unterzeichnet, wurden sie jedoch allesamt abgewiesen. Es stellte sich heraus, dass diese Verträge vom Oregon Superintendent of Indian Affairs Anson Dart ohne ihr Beisein aufgesetzt worden.
1926/27 untersuchten Franz Boas und seine Schüler Thelma Adamson und Melville Jacobs (1902–1971) Musik und Gesang der Chehalis. In den 40er Jahren nahm John Marr Musik der Lower Chehalis und anderer Stämme am Puget Sound auf.
Seit 1939 verfügt der Stamm über eine eigene Regierung, den Chehalis Community Council. Er hatte es 1934 abgelehnt, sich unter den Bedingungen des Indian Reorganisation Act zu organisieren.
1951 klagten die Lower und Upper Chehalis mit anderen Stämmen gegen die Enteignung ihres Gebiets. Ihnen gelang die Anerkennung der Konföderierten Stämme der Chehalis als Rechtsnachfolger der früheren Stämme, deren Schicksal im Einzelnen sehr schwierig zu rekonstruieren ist, zumal die offiziellen Dokumente immer behaupteten, alle Indianer lebten im vorgesehenen Reservat. 1963 entschied die Indian Claims Commission, dass die Kwaialk Anspruch auf 320.500 und die Lower Chehalis auf 517.700 Acre (zusammen ca. 3.400 km²) haben. Die Entschädigung an die Confederated Chehalis Tribes betrug 754.380 Dollar.

## Die Reservationen
Die Chehalis-Reservation liegt im Südosten des Grays Harbor County und erstreckt sich bis zum Thurston County. Sie besteht allerdings nur aus einem schmalen Landstreifen zwischen Highway 12 und dem Chehalis, reicht dabei von Oakville bis zur Interstate 5. Ihr Umfang beträgt ca. 17 km² (genau 4.224,63 Acre), davon ist nur ein halbes Prozent (24 Acre) im Besitz des Stammes, weitere 7,1 km² in indianischem Privatbesitz. Im Reservat leben heute die Chehalis Confederated Tribes, die sich aus den Lower und Upper Chehalis, den Cowlitz, den Satsop und den Wahkiakum zusammensetzen. Im Jahr 2000 lebten 691 Menschen in der Reservation.

## Aktuelle Situation
Der Stamm hat, passend zum traditionellen Lebensstil, eine Fischverarbeitungsindustrie aufgebaut und eine Fischzucht für Lachs. Zugleich versucht er, die Kultur und die Sprache zu erhalten.
Besonders stark verwurzelt ist die 1882/92 von John Slocum gegründete Indian Shaker Church bei den Lower Chehalis. Ihr Einfluss reicht darüber hinaus bis zu den Klallam, Quinault, Yakama und Hoopa, und bis nach British Columbia. Sie unterlag scharfen Verboten und zahlreiche Mitglieder wurden inhaftiert. Die erste Shaker-Kirche wurde in Shaker Point gegenüber der Squaxin Island Indian Reservation im südlichen Puget Sound gebaut. Von 1883 bis 1932 dehnte sich die Bewegung im Nordwesten der USA und im Südwesten Kanadas aus. Erst 1910 wurde sie in Washington anerkannt. 1927 kam es zu einem Schisma, ausgelöst durch die Frage, ob nun doch Schriften, vor allem die Bibel, akzeptiert werden sollten. So entstanden die Indian Shaker Church und die Indian Full Gospel Church. 1996 umfasste die Kirche rund 3.000 Mitglieder in Washington, Oregon, im Norden Kaliforniens und in British Columbia.
Um 1975 entstand ein Stammeszentrum mit Büros, einer Bibliothek und Schulräumen, sowie einem Treffpunkt für die Älteren (Elders).
1976 bis 1978 wurde das erste Hausbauprogramm durchgeführt, 1980 folgte ein zweites.
1980 untersagte der Oberste Gerichtshof den Verkauf von steuerfreien Zigaretten an nicht-indianische Käufer in reservatseigenen Raucherläden. In den 1990er Jahren schloss sich der Stamm dem Verband indianischer Glücksspielbetreiber, der Northwest Coalition of Gaming Tribes an.